# Okpara (Fluss)
Der Okpara ist ein linker Nebenfluss des  Ouémé in Benin und Nigeria.

## Verlauf
Der Fluss hat seine Quellen in der Region Borgou, westlich der Stadt Nikki. Er fließt in südlicher Richtung und bildet dabei auf einem langen Stück die Grenze zwischen Benin und Nigeria. Grob 30 km vor seiner Mündung verlässt der Okpara den Grenzverlauf Richtung Benin und mündet etwa 40 km südlich von Savé in den Ouémé.

## Hydrometrie
Die Durchflussmenge des Okpara wurde an der hydrologischen Station Kaboua bei einem Großteil des Einzugsgebietes, über die Jahre 1953 bis 1958 gemittelt, gemessen (in m³/s).